# Rondoniense Social Clube
Il Rondoniense Social Clube, noto anche semplicemente come Rondoniense, è una società calcistica brasiliana con sede nella città di Porto Velho, capitale dello stato della Rondônia.

## Storia
Il club è stato fondato nel 2010 e nel 2016 ha partecipato per la prima volta alla massima divisione statale del Campionato Rondoniense. Il club vinse entrambi i turni del campionato statale contro il suo rivale cittadino, il Genus, vincendo così il campionato statale. Questo ha permesso a loro di partecipare alla Série D dello stesso anno, dove sono stati eliminati alla prima fase.

## Palmarès

### Competizioni statali
- Campionato Rondoniense: 1

2016

### Altri piazzamenti
- Copa Verde:

Semifinalista: 2017